# Први фолио
„Комедије, историјске драме и трагедије“ господина Вилијама Шекспира је збирка драма Вилијама Шекспира, коју савремени стручњаци обично називају Првим фолиом, објављена 1623. године, око седам година након Шекспирове смрти. Сматра се једном од најутицајнијих књига икада објављених.
Штампана је у фолио формату и садржи 36 Шекспирових драма, а припремиле су га Шекспирове колеге Џон Хемингс и Хенри Кондел. Била је посвећена „неупоредивом пару браће“ Вилијаму Херберту, 3. грофу од Пембрука, и његовом брату Филипу Херберту, грофу од Монтгомерија (касније 4. грофу од Пембрука).
Иако је 19 Шекспирових драма објављено in quarto пре 1623. године, Први фолио је вероватно једини поуздан текст за око 20 драма и вредан изворни текст за многе од оних које су раније објављене. Осамнаест драма у Првом фолију, укључујући „Буру“, „Богојављенску ноћ“, „Магбета“, „Јулија Цезара“ и „Равном мером“, између осталих, нису раније штампане. Фолио садржи све драме које се опште прихватају као Шекспирове, осим следећих драма за које се верује да их је вероватно, барем делимично, написао Шекспир; „Перикле“, „Два племенита рођака“, „Едвард III“, и две изгубљене драме, „Карденио“ и „Љубавни труд је побеђен“. 
Од можда 750 штампаних примерака, познато је да је сачувано 235, од којих се већина чува или у јавним архивама или у приватним колекцијама. Више од трећине сачуваних примерака чува се у Фолџер Шекспировој библиотеци у Вашингтону, која садржи укупно 82 Прва фолија.

## Позадина
Након дуге каријере глумца, драматурга и члана трупе Лорд Чемберленових људи (касније Краљевих људи) од 1585-1590. до око 1610-1613, Вилијам Шекспир је умро у Стратфорду на Ејвону, 23. априла 1616. године, и сахрањен је у олтару цркве Светог Тројства два дана касније.
Шекспирова дела — и поетска и драмска — имала су богату историју штампања пре објављивања Првог фолија: од првих публикација „Венера и Адонис“ (1593) и „Отмица Лукреције“ (1594), познато је 78 појединачних штампаних издања његових дела. Од њих, 23 су његова поезија, а преосталих 55 његове драме. Рачунајући по броју издања објављених пре 1623. године, најпродаванија дела била су „Венера и Адонис“ (12 издања), „Отмица Лукреције“ (шест издања) и „Хенри IV, 1. део“ (шест издања). Од 23 издања песама, 16 је објављено in octavo; остала, и скоро сва издања драма, штампана су in quarto. Кварто формат је направљен тако што се велики лист папира за штампање пресавијао два пута, формирајући четири листа са осам страница. Просечан кварто је имао димензије 18 x 23 цм и обично се састојао од девет листова, што је укупно давало 72 странице. Октаво формат — направљен је преклапањем листа исте величине три пута, формирајући осам листова са 16 страница — био је отприлике упола мањи од квартоа. Пошто је цена папира представљала око 50-75% укупних трошкова производње књиге, октаво формати су генерално били јефтинији за производњу од кварто формата, а уобичајен начин за смањење трошкова објављивања био је смањење броја потребних страница компресијом (коришћењем две колоне или мањег фонта) или скраћивањем текста.
Од 1595-1596. Шекспирове наративне поеме објављене су у октаво формату (Венера и Адонис) и 1598 (Отмица Лукреције). У књизи „Кембрички пратилац Шекспировог првог фолија“, Тара Л. Лајонс тврди да је то делимично било због жеље издавача, Џона Харисона, да искористи повезаност песама са Овидијем: грчки класици су се продавали у октаво формату, тако да је штампање Шекспирове поезије у истом формату ојачало ту повезаност. Октаво је генерално носио већи углед. Међутим, на крају је избор био финансијске природе: за „Венеру и Адониса“ у октаву било је потребно четири листа папира, наспрам седам у кварту, а за „Отмицу Лукреције“ у октаву било је потребно пет листова, наспрам 12 у кварту.
Објављивање књижевних дела у фолију није било без преседана. Почевши од објављивања дела сер Филипа Сиднија „Аркадија грофице од Пембрука“ (1593) и „Астрофел и Стела“ (1598), која је оба објавио Вилијам Понсонби, објављен је значајан број фолија, а значајан број њих објавили су људи који ће касније бити укључени у објављивање Првог фолија.  Али кварто је био типичан формат за драме штампане у том периоду: фолио је био престижни формат, обично коришћен, према Фредсону Бауерсу, за књиге „врхунске вредности или неке трајне вредности“.

## Штампање
Садржај Првог фолија саставили су Џон Хемингс и Хенри Кондел; чланови компаније Stationers Company који су објавили књигу били су књижари Едвард Блаунт и отац и син, Вилијам и Исак Џагард. Вилијам Џагард се чинио као чудан избор Краљевих људи јер је објавио сумњиву збирку „Страствени ходочасник“ као Шекспирову, а 1619. године је одштампао нова издања 10 Шекспирових квартоа на које није имао јасна права, нека са лажним датумима и насловним страницама (афера Лажни фолио). Заиста, његов савременик Томас Хејвуд, чију је поезију Џагард пиратски украо и погрешно приписао Шекспиру, посебно извештава да је Шекспир био „веома увређен што се господин Џагард (који му је био потпуно непознат) усудио да се тако дрско понаша са његовим именом“.
Хемингс и Кондел су нагласили да Фолио замењује раније публикације, које су окарактерисали као „украдене и прикривене копије, осакаћене и деформисане преварама и подмуклошћу злонамерних варалица“, тврдећи да су Шекспирове истините речи „сада вашем погледу понуђене излечене и савршене; и све остало, апсолутне у свом броју онако како их је он замислио“.
Папирна индустрија у Енглеској је тада била у повоју, а количина квалитетног папира за књиге увозила се из Француске. Сматра се да је слагање и штампање Првог фолија био толико обиман посао да су Краљевим људима једноставно били потребни капацитети Џагардове радионице. Вилијам Џагард је био стар, немоћан и слеп до 1623. године, а умро је месец дана пре него што је књига пуштена у продају; већину посла на пројекту је вероватно обавио његов син Исак.
Издавачки синдикат Првог фолија такође је укључивао два продавца папирнице који су поседовали права на неке од појединачних драма које су претходно штампане: Вилијам Аспли („Много вике ни око чега“ и „Хенри IV, 2. део“ ) и Џон Сметвик („Изгубљени труд љубави“, „Ромео и Јулија“ и „Хамлет“). Сметвик је био пословни партнер још једног Џагарда, Вилијамовог брата Џона.
Штампање фолија је вероватно обављено између фебруара 1622. и почетка новембра 1623. године, а књига је унета у Регистар књижара 8. новембра 1623. године (по јулијанском календару). Могуће је да је штампар првобитно очекивао да ће књига бити готова рано, будући да је била наведена у каталогу Франкфуртског сајма књига као књига која ће се појавити између априла и октобра 1622. године, али је каталог садржао многе књиге које још нису биле штампане до 1622. године, а савремени консензус је да је унос једноставно био намењен као претходна реклама. Први отисак је имао датум објављивања из 1623. године, а најранији запис о малопродајној куповини је упис у књигу рачуна од 5. децембра 1623. године Едварда Деринга (који је купио два); Бодлеан библиотека у Оксфорду је добила свој примерак почетком 1624. године (који је касније продата за 24 фунте као замењено издање када је Трећи фолио постао доступан 1663-1664).

## Састављачи
Колико је савремена наука успела да утврди, текстове Првог фолија откуцало је пет састављача, са различитим правописним навикама, особеностима и нивоима компетенције. Истраживачи су их означили ознакама од А до Е, где је А најтачнији, а Е шегрт који је имао значајне потешкоће у раду са рукописним копијама. Њихови удели у слагању страница Фолија распоређени су овако:
|     | Комедије | Историјске драме | Трагедије | Укупан број страница |
| --- | -------- | ---------------- | --------- | -------------------- |
| "А" | 74       | 80               | 40        | 194                  |
| "Б" | 143      | 89               | 213       | 445                  |
| "Ц" | 79       | 22               | 19        | 120                  |
| "Д" | 35,5     | 0                | 0         | 35 + 1 ⁄ 235,5       |
| „Е“ | 0        | 0                | 71,5      | 71 + 1 ⁄ 271,5       |

Састављач „Е“ је највероватније био извесни Џон Лисон, чији је уговор о шегртовању датирао тек од 4. новембра 1622. године. Један од остале четворице је могао бити Џон Шекспир из Ворикшира, који је шегртовао код Џагарда од 1610. до 1617. године. („Шекспир“ је било уобичајено име у Ворикширу у то доба; Џон није био у познатом сродству са драмским писцем.)

## Први фолио и варијанте
В.В. Грег је тврдио да је Едвард Најт, „чувар књига“ или „књиговођа“ (суфлер) Краљевих људи, извршио стварну лектуру рукописних извора за Први фолио. 
Неке странице Првог фолија — 134 од укупно 900 — биле су лекторисане и исправљене док је посао штампања књиге био у току. Као резултат тога, Фолио се разликује од модерних књига по томе што се појединачни примерци знатно разликују у својим типографским грешкама. На овај начин је у фолију направљено око 500 исправки. Међутим, ове исправке од стране словослагача састојале су се само од једноставних типографских грешака, очигледних грешака у њиховом сопственом раду; докази указују на то да се готово никада нису враћали на своје рукописне изворе, а камоли покушавали да реше било какве проблеме у тим изворима. Добро познате кључне грешке у текстовима Првог фолија биле су изван могућности словослагача да их исправе.
Фолио је био слаган и повезан у „шестицама“ – три листа папира, спојена заједно, била су пресавијена у књижицу или скуп од шест листова, 12 страница. Једном одштампане, састављене су и повезане заједно да би се направила књига. Листови су штампани у двостраним форматима, што значи да су странице 1 и 12 првог листа штампане истовремено на једној страни једног листа папира (који је постао „спољашња“ страна); затим су странице 2 и 11 штампане на другој страни истог листа („унутрашња“ страна). Исто је урађено са страницама 3 и 10, и 4 и 9, на другом листу, и страницама 5 и 8, и 6 и 7, на трећем. Следећи списак је штампан истим методом: странице 13 и 24 на једној страни једног листа, итд. То је значило да су састављачи морали унапред да испланирају колико текста ће стати на сваку страницу. Ако су састављачи слагали слова на основу рукописа (можда неуредних, ревидираних и исправљених), њихови прорачуни су често били више или мање погрешни, што би резултирало потребом за проширивањем или компресијом. Стих је могао бити одштампан као два; или је стих могао бити одштампан као проза ради уштеде простора, или су стихови и одломци чак могли бити изостављени (узнемирујућа перспектива за оне који цене Шекспирова дела).
Први фолио је прештампан три пута у 17. веку, сваки пут од стране различитих група папирница; ова издања се називају Други фолио, Трећи фолио и Четврти фолио.

## Чување, продаја и процене вредности
Жан-Кристоф Мајер, у делу „Кембрички приручник за Шекспиров Први фолио“ (2016), процењује да је оригинална малопродајна цена Првог фолија била око 15 шилинга (еквивалентно £174, 2023. године) за неповезани примерак, и до 1 фунте (еквивалентно £232, 2023. године) за повезан у телећој кожи.  Што се тиче куповне моћи, „укоричени фолио би био око четрдесет пута скупљи од једне драме и представљао би скоро двомесечну плату обичног квалификованог радника.“
Верује се да је одштампано око 750 примерака Првог фолија, од којих је сачувано 235.

### Чување
Највећу светску колекцију поседује Фолџерова Шекспирова библиотека (82 примерка) у Вашингтону, затим Универзитет Мејсеј (12) у Токију, Јавна библиотека Њујорка (6) у Њујорку и Британска библиотека (5) у Лондону. Само Фолџерова колекција има више од једне трећине свих познатих сачуваних примерака. Заједно, девет највећих колекција Првог фолија чине више од половине свих познатих постојећих примерака.
Тридесет један амерички колеџ и универзитет поседује укупно 38 примерака Првог фолија, док седам британских универзитета поседује 14 примерака. Универзитети који поседују више примерака укључују Универзитет у Кембриџу (4), Универзитет у Оксфорду (4), Универзитет у Тексасу у Остину (3), Универзитет Принстон (3), Универзитет Браун (2), Универзитет Харвард (2), Универзитет у Лондону (2), Универзитет Карнеги Мелон (2) и Универзитет Јејл (1). Три су такође у поседу система Универзитета у Калифорнији, по један на Калифорнијском универзитету у Берклију, Калифорнијском универзитету у Лос Анђелесу и Калифорнијском универзитету у Ирвину. У Канади, Библиотека ретких књига Томаса Фишера Универзитета у Торонту поседује један примерак, а Универзитет Британске Колумбије други. Једини примерак у Ирској налази се у Старој библиотеци Тринити колеџа у Даблину.
Јавне библиотеке чувају одређени број примерака. У Сједињеним Државама, Јавна библиотека Њујорка поседује шест примерака. Бостонска јавна библиотека, Слободна библиотека Филаделфије (примерак који је раније био у власништву Џона Милтона и који садржи белешке написане његовим рукописом), Јавна библиотека Даласа и Јавна библиотека округа Бафало и Ири поседују по један примерак. У Великој Британији, Библиотека у Бирмингему поседује један примерак.
Додатне примерке поседују Хантингтонова библиотека (4), Шекспиров центар (3), Музеј Викторије и Алберта (3), Сутро библиотека (2), Морган библиотека и музеј (2), по један - Њубери библиотека, Фондација Мартин Бодмер, Државна библиотека Новог Јужног Велса, Централна градска библиотека Окланда, Индијски технолошки институт Рурки, и Национална библиотека Чилеа.

### Продаја и процене
„Први фолио“ је једна од највреднијих штампаних књига на свету: примерак продат у аукцији Кристија у Њујорку у октобру 2001. године достигнуо је цену од 6.16 милиона долара (тада 3,73 милиона фунти). У октобру 2020. године, примерак који је Милс колеџ продао у Кристијевој аукцији достигао је цену од 10 милиона долара, што га чини најскупљим књижевним делом икада продатим на аукцији.
Ориел колеџ у Оксфорду је прикупио претпостављених 3,5 милиона фунти продајом свог Првог фолија сер Полу Гетију 2003. године.
Да би обележила 400. годишњицу Шекспирове смрти 2016. године, Фолџерова Шекспирова библиотека је приредила изложбе неких од својих 82 Прва фолија за излагање у свих 50 америчких држава, Вашингтону и Порторику.

### Открића раније непознатих фолија
Године 2003, Ентони Вест је идентификовао књигу за коју се раније сматрало да је Други фолио у колекцији музеја Крејвен у Скиптону, Северни Јоркшир, као Први фолио. Музеју га је поклонио власник локалног млина 1936. године. Овом примерку недостају уводне странице и све комедије.
Дана 13. јула 2006. године, комплетан примерак Првог фолија у власништву библиотеке др Вилијамса продат је на аукцији у Сотбијевој аукцијској кући. Књига, која је била у оригиналном повезу из 17. века, продата је за 2.808.000 фунти, што је мање од Сотбијеве највеће процене од 3,5 милиона фунти. Овај примерак је један од само око 40 преосталих комплетних примерака (већина постојећих примерака је непотпуна); само још један примерак књиге остаје у приватном власништву.
Дана 11. јула 2008. године објављено је да је копија украдена са Универзитета у Дарему у Енглеској 1998. године пронађена након што је послата на процену у Фолџерову Шекспирову библиотеку. Вести су процениле вредност фолија на укупно од 250.000 фунти за Први фолио и све остале украдене књиге и рукописе (BBC News, 1998), до 30 милиона долара (The New York Times, 2008). Иако је књига, некада власништво Џона Косина, бискупа из Дарема, враћена у библиотеку, била је оштећена и недостајали су јој корице и насловна страна. Фолио је враћен на јавну изложбу 19. јуна 2010. године након 12 година одсуства. Педесеттрогодишњи Рејмонд Скот добио је осам година затвора због руковања украденом робом, али је ослобођен оптужби за саму крађу. У емисији Би-Би-Сија о овој афери из јула 2010. године, под називом „Крађа Шекспира“, Скот је представљен као фантаста и ситни лопов. Скот је 2013. године извршио самоубиство у својој затворској ћелији.
У новембру 2014. године, раније непознати Први фолио пронађен је у јавној библиотеци у Сент Омеру, Па де Кале, Француска, где је лежао 200 година. Потврду аутентичности потврдио је Ерик Расмусен са Универзитета Неваде у Рину, један од водећих стручњака за Шекспирово дело.  Недостају насловна страна и уводни материјал. Име „Невил“, написано на првој сачуваној страници, може указивати на то да је некада припадала Едварду Скарисбрику, који је побегао из Енглеске због антикатоличке репресије, похађао језуитски колеџ Сент Омер и био је познат по томе што је користио тај псеудоним.
У марту 2016. године, Кристијева кућа је објавила да ће раније нерегистровани примерак, који је некада био у власништву колекционара из 19. века, сер Џорџа Огастуса Шакбург-Евелина, бити понуђен на аукцији 25. маја 2016. године. Према часопису Antiques Trade Gazette, један амерички колекционар је платио 1.600.000 фунти за њега; купац је такође успешно лицитирао за копије другог, трећег и четвртог фолија.
У априлу 2016. године објављено је још једно ново откриће: Први фолио пронађен у кући Маунт Стјуарт на острву Бјут у Шкотској. Аутентичност је потврдила професорка Ема Смит са Оксфордског универзитета. Фолио је првобитно припадао Исаку Риду.

### Општи ресурси
- Jonathan Bate: The Case for the Folio
- Project Gutenberg Shakespeare's First Folio
- Project Gutenberg The Complete Works of William Shakespeare

### Дигитални факсимили
- West 31 – The Bodleian Library's First Folio
- West 150 – The Boston Public Library's First Folio, digitized by the Internet Archive
- First Folio on Unotate Folio Архивирано 2021-10-20 на сајту
- The Internet Shakespeare Editions
  - West 153 – Brandeis University's First Folio, digitized for the Internet Shakespeare Editions project
  - West 192 – The State Library of New South Wales's First Folio, digitized for the Internet Shakespeare Editions project
- West 6 – The University of Cambridge's First Folio
- Folger Shakespeare Library
  - West 63[мртва веза] – Folger Folio no. 5
  - West 65 – Folger Folio no. 7(потребна претплата)
  - West 67[мртва веза] – Folger Folio no. 9
  - West 126[мртва веза] – Folger Folio no. 68
  - West 77 – Folger Folio no. 19
  - West 80 – Folger Folio no. 22
  - West 91 – Folger Folio no. 33
  - West 96 – Folger Folio no. 38
  - West 101 – Folger Folio no. 43
- West 45 Trinity College Dublin's First Folio
- West 216 – The Bodmer Library's First Folio
- West 185 – The Harry Ransom Center's First Folio
- West 12 – The Brotherton Library's First Folio
- West 201 – Meisei University's First Folio
- West 174 – Miami University's First Folio
- West 192 – The State Library of New South Wales's First Folio
- West 180 Архивирано 2020-09-01 на сајту  – The Furness Library's First Folio
- West 198 - The Biblioteca Universitaria di Padova 's First Folio
- Unnumbered – The Bibliothèque d’agglomération de Saint-Omer's First Folio (discovered in 2016, after the West census)
- West 197 – The Württembergische Landesbibliothek's First Folio